# Abraham Leijonhufvud (1627–1676)
Abraham Leijonhufvud, född 14 augusti 1627 på Hökerum, död 20 juli 1676 på Örebro slott, var en svensk friherre och ämbetsman. Han var son till Gustav Leijonhufvud och Katarina Sparre. Han var herre till Hjälmarsberg, Götarsvik, Frösvidal och Knopsholm.

## Biografi
Abraham Leijonhufvud var student vid Uppsala universitet 1637-49, blev kammarjunkare 1650, assessor i bergskollegium 1652, kammarherre i drottning Kristinas hov 1653. Från 18 maj 1658 var han landshövding i Närke och Värmland med Nora och Linde bergslag och ståthållare på Örebro slott.
Såsom styresman över detta vidsträckta län inlade han stora och för denna tid alldeles ovanliga förtjänster, lät förbättra och omlägga dess vägar, författa kartor över provinserna och den till Närke hörande delen av Hjälmaren. Bidrog som regeringens kommissarie år 1674 till upprättandet av ett bergsregemente i Nora och Lindes bergslag. Begravd jämte sin hustru i fädernegraven i Lillkyrka kyrka.

### Familj
Leijonhufvud gifte sig 18 september 1658 med friherrinnan Brita Kagg (1641–1678). Hon var dotter till guvernören Nils Kagg och friherrinnan Margareta Bonde. De fick tillsammans barnen Catharina Leijonhufvud (1661–1736) som var gift med löjtnanten Johan Lilliehöök af Fårdala, Margareta Leijonhufvud (1662–1720) som var gift med generalmajoren Gustaf Ulfsparre af Broxvik, överstelöjtnanten Abraham Leijonhufvud (1663–1702), Beata Christina Leijonhufvud (1665–1737) som var gift med översten Lage Meijendorff von Yxkull, Brita Leijonhufvud (1666–1712) som var gift med majoren Jakob Casimir Sparre, Ebba Leijonhufvud (1668–1703) som var gift med översten Erik Gyllengrip, Carl Gustaf Leijonhufvud (1669–1710), Hedvig Eleonora Leijonhufvud (1670–1746) som var gift med majoren Melker Wernstedt, majoren Erik Leijonhufvud (1672–1700), Nils Christer Leijonhufvud (1673–1708), Barbro Leijonhufvud (1674–1729) som var gift med kaptenen Gabriel Gyllengrip och Elsa Christina Leijonhufvud (1677–1721) som var gift med överstelöjtnanten Carl Svinhufvud af Qvalstad.

## Övrigt
Leijonhufvud skänkte 1672 en orgel till Lillkyrka kyrka, Närke.